# 弗拉基米尔·叶戈罗夫
弗拉基米尔·格里戈里耶维奇·叶戈罗夫（俄語：Владимир Григорьевич Егоров，1938年11月26日—2022年6月8日），苏联及俄罗斯军政界人物。曾任波罗的海舰队司令、加里宁格勒州州长等职。

## 生平
1938年出生在莫斯科的一个工人阶级家庭。1955年中学毕业后在列宁格勒的工厂参加工作。1962年毕业于列宁格勒伏龙芝高级海军学校，加入北方舰队。1964年被调往波罗的海舰队。1988年任波罗的海舰队第一副司令。1990年毕业于总参谋部军事学院。1991年晋升海军上将。1991年至2000年，担任波罗的海舰队司令。2000年至2005年，担任加里宁格勒州州长。
2009年5月7日，他在一场车祸中受重伤。2022年6月8日逝世。